# يحى صنيات (الريدة)
'

تعديل مصدري - تعديل

يحى صنيات هي إحدى قرى عزلة الريدة وقصيعر بمديرية الريدة وقصيعر التابعة لمحافظة حضرموت، بلغ تعداد سكانها 498 نسمة حسب تعداد اليمن لعام 2004.